# The Edge

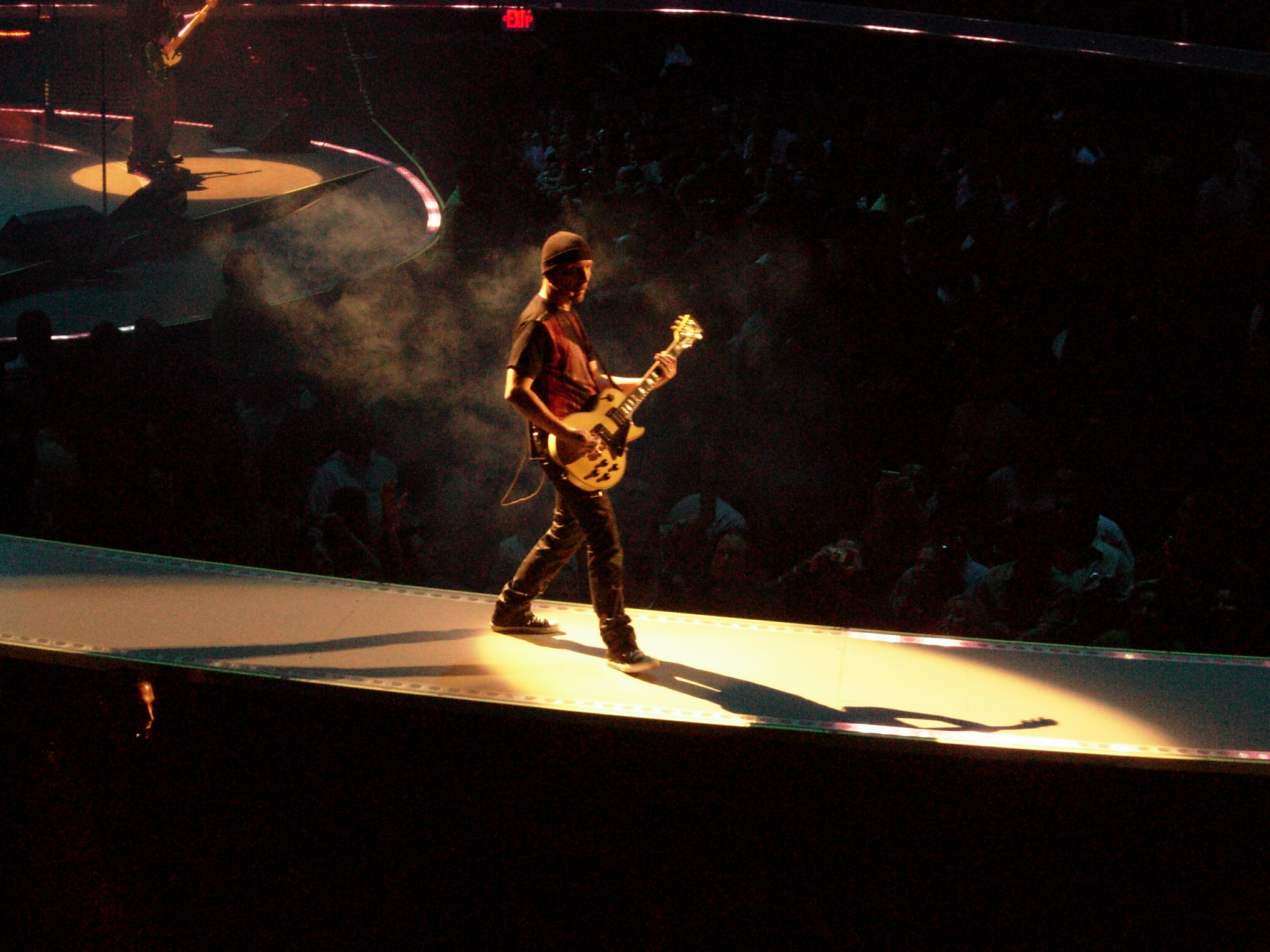
The Edge under en U2-konsert 2005

The Edge, artistnamn för David Howell Evans, född 8 augusti 1961 i Barking, London, är en irländsk musiker mest känd som gitarrist i den Dublinbaserade rockgruppen U2.

## Biografi
The Edge är ett av tre syskon och andra son till Gwenda och Garvin Evans. Han fick namnet David. Familjen flyttade från östra London till Malahide i norra Dublin när David var ett år gammal, eftersom Garvin fått jobb där. Som barn var David intelligent, men också tystlåten och lite av en ensamvarg. Han var reserverad men ändå en flitig student som var omtyckt av lärarna och hans ambition var att läsa vidare på universitet och bli läkare. 
Pappa Garvin spelade gitarr och piano och båda sönerna ärvde dessa intressen. När Davids mor köpte en gammal akustisk gitarr på en loppmarknad började han spela instrumentet mer regelbundet. Då Larry Mullen Jr sökte medlemmar till ett band gick David dit tillsammans med sin bror Dick. Båda bröderna fick plats i bandet (se vidare U2).
David umgicks med de andra bandmedlemmarna, både i och utanför skolan. Han döptes till Dave Edge av Bono med tanke på hans skarpa intellekt, men namnet kan också förklaras genom formen på hans huvud och hans gitarrspel: "edgy". Namnet förkortades senare till The Edge.
När examen närmade sig tog The Edge ett sabbatsår från studierna för att koncentrera sig på bandet. Punk och new wave var det som formade U2:s musik, särskilt The Ramones och Television influerade bandet och då speciellt The Edge. Hans spelstil utvecklades ytterligare när han köpte en ny gitarr, en Gibson Explorer, vilken han använder än idag.
Evans är sedan 2002 gift med Morleigh Steinberg och de har två barn: Sian (född i oktober 1997) och Levi  (i september 1999). Han har tidigare varit gift med Aislinn O'Sullivan med vilken han har tre döttrar: Hollie (född 1984), Arran (1985) och Blue Angel (1989).
Han har tillsammans med Jimmy Page och Jack White medverkat i dokumentärfilmen It Might Get Loud.

## Musik
Mest anmärkningsvärt i The Edges gitarrspel är användandet av elektroniska ekoeffekter; delay och reverb.
Ekotiderna brukar vara runt 300-450 millisekunder och med 1-4 repetitioner som går i 4/4- eller 3/16-takt.
Genom att spela i takt med ekot får han ett karakteristiskt rytmiskt gitarrljud med lager på lager av gitarr vilket bidrar till U2:s speciella sound. Eftersom ekotiderna är förinställda är det U2:s trummis Larry Mullen som får anpassa sig till tempot från ekoeffekten. The Edge spelar vanligen på VOX eller Fender gitarrförstärkare. Han använder ett flertal olika elgitarrer, bland annat Gibson Explorer och Fender Stratocaster men även Fender Telecaster, Gibson Les Paul, olika modeller från Rickenbacker och Gretsch samt ett antal andra modeller. De akustiska gitarrer han använder är huvudsakligen från Taylor, Washburn och Gibson.
Han spelar också keyboard på flera låtar; till exembel "October", "Original of the Species" och "New Year's Day". På den senare spelar han både gitarr och keyboard då den framförs live. 
Två U2-låtar sjunger The Edge helt själv; "Van Diemen's Land" och "Numb". Annars bistår han ofta Bono i många låtar vilket klart bidrar till U2:s speciella sound.
The Edge:s stil - ren, skarp och sylvass - är unik och han anses vara en av världens främsta gitarrister. Han undviker långa, utdragna solon utan kör korta, precisa riff. 2003 hamnade han på 24:e plats på Rolling Stones lista "100 Greatest Guitarists of All Time".
Större delen av den här artikeln är hämtad från den svenska U2-fansidan www.u2.se